# Partido Radical Socialdemócrata
Die Radikale und Sozialdemokratische Partei (PRSD), auch bekannt als Radikale Partei ist eine liberal-sozialistische Partei der Politischen Mitte und Linken Mitte, gegründet im Jahre 1994 durch den Zusammenschluss der Radikalen Partei und der Chilenischen Sozialdemokratie. Ihre Interessen sind vergleichbar mit denen der 1863 gegründeten Radikalen Partei Chiles, welche wiederum aus dem extremen Flügel der Liberalen Partei entstanden war.
Sie ist in ganz Chile vertreten und gehört zu der Koalition der Parteien für Demokratie. Mit ihr verbunden ist die Sozialistische Internationale. Enge politische Beziehungen gibt es ebenso mit der Sozialdemokratischen Partei Deutschlands, der Friedrich-Ebert-Stiftung, der Radikalen Bürgerunion von Argentinien, der dänischen Det Radikale Venstre, der FDP und der französischen Parti radical de gauche.

## Innere Struktur
Die PRSD wird von einem Vorsitzenden geleitet. Der Zentralrat (Directiva Central) als höchstes Entscheidungsgremium umfasst 28 Mitglieder. Der Parteivorsitzende, dessen Stellvertreter, der Generalsekretär und der Schatzmeister, gehören automatisch dem Zentralrat an, die übrigen 23 Mitglieder werden vom Parteitag gewählt.
Der mindestens einmal jährlich tagende Parteirat (Consejo General) umfasst 104 Mitglieder, die von den 13 Regionalverbänden entsandt werden. Der Parteitag als höchstes Entscheidungsgremium tagt alle zwei Jahre. Jeder Ortsverein entsendet einen Delegierten für rund 100 Mitglieder, außerdem werden Bürgermeister, Stadträte und Parlamentsabgeordnete automatisch zu Parteitagsdelegierten ernannt. Die PRSD stellt jedoch nur 12 von 345 Bürgermeistern (darunter in der Großstadt Chillán) und 117 Stadträte.

## Programm
Das Programm der PRSD beruht auf dem laizistischen Humanismus und den Grundsätzen der Sozialdemokratie. Die PRSD strebt eine demokratische, solidarische und humanistische Gesellschaft an, welche die materiellen und geistigen Bedürfnisse der Menschen durch einen demokratischen und sozialen Rechtsstaat befriedigt.
Die PRSD setzt sich für freie Märkte und private Unternehmen, aber auch für eine staatliche Regulierung der Wirtschaft ein. Die staatliche Wirtschaftspolitik sollte ein angemessenes Wirtschaftswachstum, Vollbeschäftigung, sichere Arbeitsplätze, einen ausgeglichenen Staatshaushalt und eine gerechte Einkommensverteilung anstreben.
Außenpolitisch setzt sich die PRSD für die Integration Lateinamerikas, das Selbstbestimmungsrecht der Völker, eine beschleunigte Abrüstung und eine friedliche Lösung von Konflikten ein.

## Geschichte

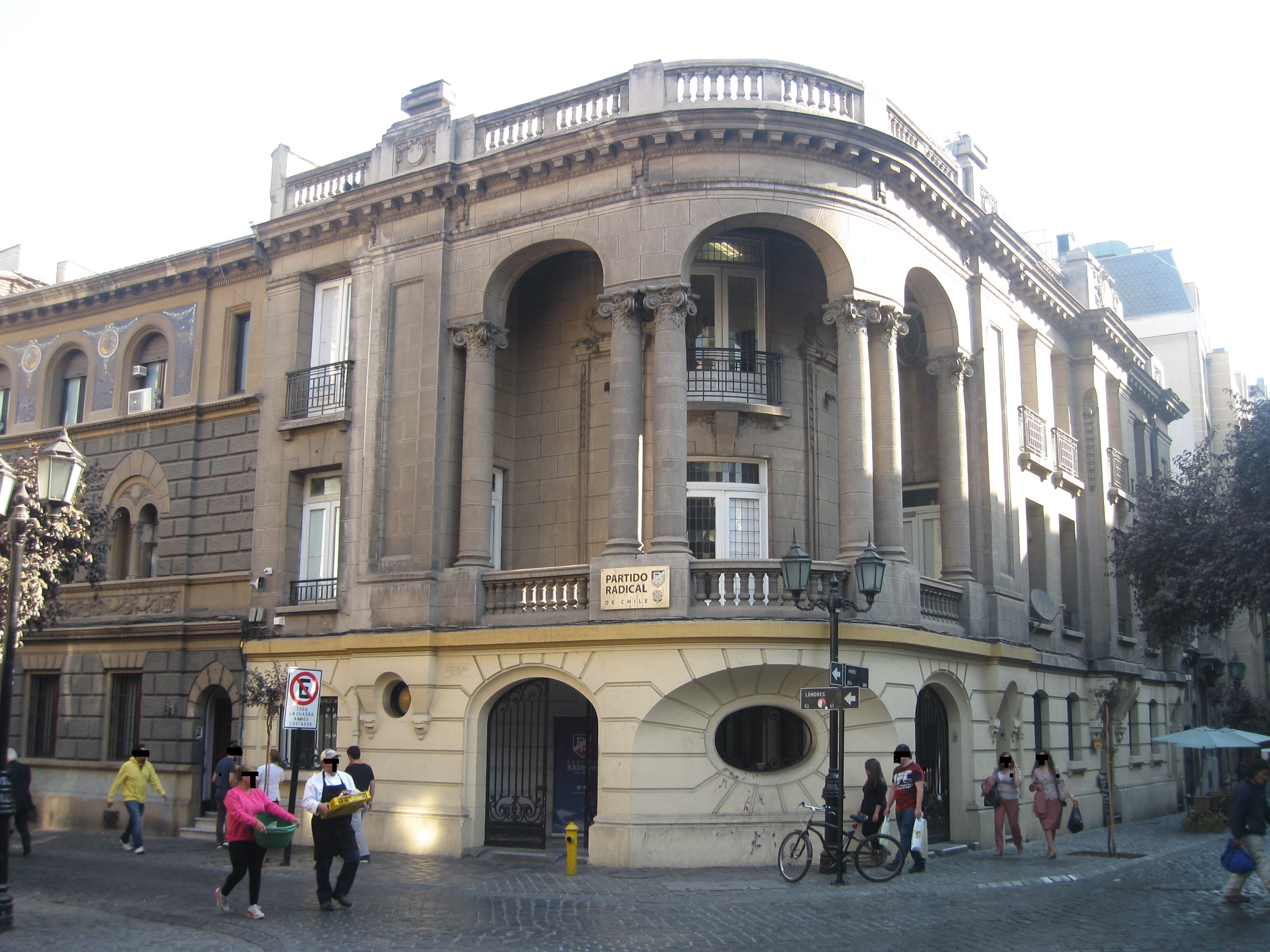
Der heutige Sitz der Partei im Barrio París-Londres im Zentrum von Santiago war auch Sitz des Mitte-Links-Parteienbündnisses Concertación, das nach dem Sturz der Diktatur lange Jahre die Regierung Chiles stellte.

Die PRSD ging am 18. August 1994 aus der Fusion zwischen der 1863 gegründeten Radikalen Partei (Partido Radical) und der Sozialdemokratischen Partei Chiles (Partido Socialdemócrata de Chile) hervor. Die linksliberale Radikale Partei stand in der Tradition eines radikal-laizistischen Liberalismus und hatte ihre Blütezeit in der ersten Hälfte des vergangenen Jahrhunderts erlebt. Sie stellte zwischen 1938 und 1952 alle chilenischen Staatspräsidenten. Bei den Parlamentswahlen von 1993 konnte die einst so erfolgreiche Partei hingegen keinen Wahlerfolg mehr erringen und schloss sich deshalb mit der ebenfalls wenig erfolgreichen Sozialdemokratischen Partei zusammen, die 1973 von Anhängern einer moderaten Mitte-links-Politik gegründet worden war.

## Wahlergebnisse
| Partido Radical Social Demócrata: Wahlergebnisse 1997 bis 2009 seit 1989 gibt es 120 Abgeordnete und 38 Senatoren. Der Senat wird immer zur Hälfte neu gewählt. Quellen. Bevölkerung: Nohlen, INE (Memento vom 16. Dezember 2005 im Internet Archive) |                                    |         |                                     |                                 |
| Parlamentswahl | 1997                               | 2001    | 2005                                | 2009                            |
| Abgeordnete Stimmenanteil | 4 3,3 %                            | 6 5,0 % | 7 5,8 %                             | 5 4,1 %                         |
| Senatoren | 0                                  | 2       | 3                                   | 1                               |
| Wahlbeteiligung | 71,8 %                             | 76,1 %  | 87,7 %                              | 86,7                            |
| Wähler / Bevölkerung | 39,2 %                             | 39,9 %  | 44,3 %                              | 42,8 %                          |
| Präsidentschaftswahl | 1999                               | –       | 2005                                | 2009                            |
| Stimmenanteil Kandidat Bündnis | 48,0 % / 51,3 % Lagos Concertación | –       | 46,0 / 53,5 % Bachelet Concertación | 29,6/48,4 Frei R-T Concertación |
| Wahlbeteiligung | –                                  | –       | 87,7 %                              | –                               |
| Wähler / Bevölkerung | –                                  | –       | 46,2 %                              | –                               |